# Carthamus boissieri
Carthamus boissieri là một loài thực vật có hoa trong họ Cúc. Loài này được Halácsy mô tả khoa học đầu tiên năm 1899.